# Ресинк, Стейе
Стейе Ресинк (нидерл. Stije Resink; род. 28 мая 2003, Амстердам) — нидерландский футболист, полузащитник клуба «Гронинген».

## Клубная карьера
Ресинк — воспитанник клуба «Алмере Сити». 15 января 2021 года в матче против дублёров АЗ он дебютировал в Эрстедивизи. 28 октября 2022 года в поединке против «Хераклеса» Стейе забил свой первый гол за «Алмере Сити». В 2023 году игрок помог клубу выйти в элиту. В матче против ситтардской «Фортуны» он дебютировал в Эредивизи.
Летом 2024 года Ресинк перешёл в «Гронинген». 14 сентября в матче против «Фейеноорда» он дебютировал за новую команду. 30 ноября в поединке против «Виллема» Стейе забил свой первый гол за «Гронинген».